# Пражская Лорета
Пражская Лорета (чеш. Pražská Loreta) — комплекс монастырских зданий в стиле барокко на восточной стороне Лоретанской площади на Градчанах в Праге, Чехия. Монастырь капуцинов состоит из церкви Рождества, капеллы «Святой хижины Лорето» (Santa Casa di Loreto) и монастырского здания с колокольней.
Комплекс Пражской Лореты включает в себя:
- Капелла св. Анны
- Капелла св. Франциска Падуанского
- Капелла св. Иосифа
- Костёл Рождества (чеш. Kostel Narození Páně)
- Капелла св. Креста
- Капелла Антония Падуанского
- Капелла Девы Марии Скорбящей
- Фонтан со скульптурной группой Вознесения Девы Марии
- Фонтан со скульптурной группой Воскресения Христа
- Святая Хижина Девы Марии Лоретанской

## История
После победы Католической лиги над чешскими протестантами в битве при Белой горе в 1620 году процесс восстановления католицизма привёл к созданию новых мест паломничества по всей Богемии. Этот процесс рассматривался как одно из средств восстановления интереса населения Богемии к католической религии.
Строительство капеллы будущего монастыря началось в 1626 году. Графиня Катержина Лобковицкая (1594—1653) пожелала создать в Праге вторую копию «Святой хижины» Девы Марии, находящейся в итальянском городе Лорето (провинция Марке).
Согласно преданию, равноапостольная Елена во время путешествия по Святым местам обнаружила в Назарете тот самый дом, где росла и воспитывалась Дева Мария и где произошло Благовещение. Над этим домом она повелела выстроить церковь.
В 1291 году, когда сарацины изгнали крестоносцев из Святой Земли, ангелы унесли Святой дом по воздуху в безопасное место, в город Терсато в Иллирии, на берегу Адриатического моря (ныне Трсат, Хорватия). Легенда рассказывает, что Дева Мария явилась епископу Иллирии, чтобы объяснить появление крохотного здания длиной всего 9,52 м, шириной 4,1 м и высотой 4,3 м. Затем, в 1294 году, чтобы избежать надвигавшейся опасности ангелы перенесли дом через Адриатическое море в леса близ Реканати (область Марке), и, наконец, в 1295 году — на холм в лавровой роще (отсюда название «Лорето», в то время на территории папской области), где он находится и поныне.
Собственно Сантуарий (Santuario della Santa Casa) Пражской Лореты установлен в монастырском дворе. Считается, что при его строительстве было использовано несколько кирпичей и балок, привезённых из хижины в итальянском Лорето. Святилище украшено фресками и статуями ветхозаветных пророков и сценами из жизни Девы Марии Лоретанской. Снаружи пражское здание оформлено по образцу «мраморного экрана» в Лорето, спроектированного Браманте, ДонатоДонато Браманте и созданного при папах Льве X, Клименте VII и Павле III в стиле итальянского Возрождения с рельефами, повествующими об истории Святого дома, статуями и полуколоннами Коринфский ордер коринфского ордера. Строительством руководил итальянский архитектор Джованни Баттиста Орсини Старший.
Святыня стала центром многолюдного паломничества, что обусловило расширение комплекса строений. В 1626—1632 и 1710—1725 годах под руководством Кристофа Динценхофера и Килиана Игнаца Динценхофера был оформлен новый фасад монастыря при этом сохранили старую центральную башню с часами.
Мелодичный перезвон с часовой башни костёла Лореты впервые раздался 15 августа 1695 года, и в настоящее время его можно услышать каждый час. Колокольная композиция была составлена в 1694 году часовщиком Петером Нойманном из тридцати колоколов и колокольчиков, отлитых в Амстердаме.
- Главный фасад монастыря
- Лестница
- Церковь Рождества. Интерьер
- Двор монастыря
- Джованни Баттиста Орсини Старший. Сантуарио «Санта Каза». 1626
- Интерьер Сантуария
- «Casa Sancta» внутри базилики святой хижины в Лорето, Марке

## Сокровищница
Вероятно, уже в середине XVIII века сложилась Лоретанская сокровищница — хранилище драгоценных предметов и различных культурно-исторических артефактов. В XIX—XX веках сокровищница пережила серию конфискаций. Лишь в 1882 году была проведена опись и частичная реставрация хранившихся предметов. В настоящее время Пражская Лорета является одним из наиболее привлекательных музеев столицы Чехии.
В экспозиции музея представлены алтарные картины, скульптуры, церковные одеяния и утварь. Наиболее знаменита монстранция (реликварий) «Пражское солнце», изготовленная из позолоченного серебра в Вене в 1699 году и украшенная 6222 бриллиантами. Высота реликвария 89,5 см, ширина 70 см, вес 12 кг.
- Монстранция «Пражское солнце»
- Малая монстранция «жемчужная»
- Потир (каликс)
- Домашний алтарь
- Алтарь-реликварий. Деталь
- Реликварий